# 西莒發電廠
西莒發電廠為一座位於中華民國福建省連江縣莒光鄉西莒島上的小型火力發電廠，該發電廠最早由馬祖電力公司所興建，目前由台灣電力公司營運並由該公司旗下的馬祖區營業處所管理，全名為台灣電力股份有限公司西莒發電廠。

## 沿革
西莒島上，最早有民生用電是在1969年，當時居住於西莒島上的居民向外購買了小型發電機於每晚6時至9時供應電力給當地商家和居民，然而，當時每盞燈的用電收費高昂。
1974年3月1日馬祖電力公司成立，當時已先後完成南竿島志清發電廠、北竿島軍魂發電廠以及東引島大我發電廠，但直到1978年，馬祖電力公司才計畫於西莒島上設置發電廠。該發電廠興建計畫由行政院國防部撥款新臺幣1,887萬元，並由中華民國國軍協助開鑿發電廠所需的坑道，台灣電力公司也派遣工程師登島協助發電廠的設計與監造，並且台電公司還協助代購兩部德國MAN集團製，裝置容量288KW的柴油發電機。
1975年7月1日，馬祖電力公司正式成立，為統籌各離島之供電業務，因此西莒發電廠，也將納入該公司旗下管理。
1979年6月1月，西莒發電廠興建工程竣工，開始正式供電。1980年3月馬祖電力公司調北竿島軍魂發電廠廠長劉修道擔任莒光發電廠廠長，該發電廠旗下共有東莒島東莒發電廠以及西莒島西莒發電廠，並負責兩廠的營運及發電廠裝機工作。其中，東莒發電廠方面還編置有副廠長，以負責東莒發電廠的管理營運。
1985年，莒光發電廠計畫新增兩部中古的日本大發公司製裝置容量500KW的發電機，並於東西莒發電廠各安裝一部，然而，由於當時馬祖電力公司的預算經費籌措不易、僅能籌出新臺幣500萬元的預算從臺灣高雄採購一部中古的低壓440V發電機組到西莒發電廠中，升壓至3,300V後併入系統發電。此時馬祖電力公司旗下發電廠的個發電機組均使用柴油發電，導致電價成本過高，而成本便轉嫁給消費者，使得當時馬祖地區的家庭用電1度電7元、營業用電9元。
1987年，中央政府為降低離島地區的用電計費，因此立案送立法院並立法通過離島電價將比照台電公司於臺灣的電價計收。這使得因電價瞬間調整降低，導致離島居民大量採購冷氣、冰箱、電視、電鍋等電器用品。在用電量遽增的狀況下，各離島發電廠的用電成長倍數成長，既有發電機組需全部滿載，當時各發電廠外克服電力供應逐漸不足的狀況，因此利用既有人力，來自行組裝發電機組。
因當時離島地區多數尚未興建碼頭，使得採購的新發電機組因國軍最大的起重器僅能承受5頓，所以發電機組必須拆解散裝裝箱至5噸以下，再由中華民國海軍的運輸艦運抵莒光鄉搶灘，靠著人力逐步將分箱的零件拖到發電廠內開箱拼裝。當時西莒發電廠供電能力不足，1989年，馬祖電力公司緊急調派工程師到北竿軍魂發電廠內拆解一部裝置容量350KW、高轉速1,800rpm的緊急發電機組，並自行運到西莒島上組裝併入系統發供電。
由於西莒島電力需求仍持續成長，為供應穩定電力需求，時任馬祖電力公司總經理的陳連瓦，訂定「馬電十年電力開發計畫案」，該案獲當時馬祖電力公司董事會通過，開始積極編列預算執行。因此，西莒發電廠又於1992年新增一部德國M.A.N公司製裝置容量540KW的新發電機組及1993年9月從東引發電2廠所調派來的一部裝置容量288KW柴油發電機組。1996年再新增兩部英國M.B公司製720KW機組，其中一部在東莒發電廠安裝。
1997年7月，馬祖電力公司解散，併入台灣電力公司，原馬祖電力旗下發電廠也併入台電公司體系。1999年，西莒發電廠再增設一部比利時A.B.C公司製1,000KW發電機組，同時將原裝置容量288KW的發電機組汰換。2001以及2002年，台電公司又分別從該公司旗下的金門區營業處長江發電廠移來一部英國M.B公司製裝置容量1,000KW的貨櫃式緊急發電機組及兩部英國M.B公司製裝置容量1,500KW機組。
台電公司將西莒發電廠納入旗下後，將廠房改建，並新增一間服務所稱莒光服務所。
目前西莒發電廠的總裝置容量達5,260KW，是當時建廠時裝置容量的10倍，現用電戶數有366戶。並且自2012年2月1日，西莒到東莒之間4條電壓25KV AWG 硬銅線鎧裝單芯交連PE的海底電纜敷設完成後，西莒發電廠也負責東莒島的供電業務。

## 設施

### 發電機組

#### 商轉中
| 名稱  | 柴油機類型              | 發電機類型       | 機組數量 | 發電燃料 | 裝置容量（MW） | 商轉日期       | 狀態   |
| ----- | ----------------------- | ---------------- | -------- | -------- | -------------- | -------------- | ------ |
| 3號機 | 英国M.B公司製柴油機     | 交流式同步發電機 | 1        | 柴油     | 1.5MW          | 2003年10月21日 | 商轉中 |
| 4號機 | 英国M.B公司製柴油機     | 交流式同步發電機 | 1        | 柴油     | 1.5MW          | 2003年10月25日 | 商轉中 |
| 5號機 | 德国M.A.N公司製柴油機   | 交流式同步發電機 | 1        | 柴油     | 0.54MW         | 1994年6月      | 商轉中 |
| 6號機 | 英国M.B公司製柴油機     | 交流式同步發電機 | 1        | 柴油     | 0.72MW         | 1997年12月21日 | 商轉中 |
| 7號機 | 比利时A.B.C公司製柴油機 | 交流式同步發電機 | 1        | 柴油     | 1.0MW          | 1999年10月28日 | 商轉中 |

#### 已汰除
| 名稱  | 柴油機類型          | 發電機類型       | 機組數量 | 發電燃料 | 裝置容量（MW） | 商轉日期  | 狀態   |
| ----- | ------------------- | ---------------- | -------- | -------- | -------------- | --------- | ------ |
| 1號機 | 德国MAN集團製柴油機 | 交流式同步發電機 | 1        | 柴油     | 0.288MW        | 1978年    | 已汰除 |
| 2號機 |                     | 交流式同步發電機 | 1        | 柴油     | 0.288MW        | 1993年9月 | 已汰除 |

## 資料來源
1. 1 2  . 台灣電力公司 馬祖區營業處.   [2016-03-17]. （原始内容存档于2021-01-16） （中文（臺灣））.
2. 1 2 3 4 5 6 7 8 9 10 11 12 13 14 15 16  朱瑞墉.  (PDF). 源雜誌. 2009-05  [2016-03-17]. （原始内容存档 (PDF)于2017-03-05） （中文（臺灣））.
3. 1 2 3 4 5 6 7  莒光鄉公所. . 馬祖討論區. 2007-05-22  [2016-03-17] （中文（臺灣））.[永久]
4. 1 2  . 台灣電力公司.   [2016-03-17]. （原始内容存档于2016-03-03） （中文（臺灣））.
5. ↑  朱瑞墉.  (PDF). 源雜誌. 2009-05  [2016-03-17]. （原始内容存档 (PDF)于2016-01-28）.
6. ↑  林金炎. . 莒光鄉志. 2006  [2016-03-17] （中文（臺灣））.
7. ↑   (PDF). 台電月刊7月號. 2011-07  [2016-03-17]. （原始内容 (PDF)存档于2017-01-11） （中文（臺灣））.

## 外部連結
- 東引電廠及西莒電廠簡介 （页面存档备份，存于）